# خيسوس فرنانديز كويادو
 خيسوس فرنانديز كويادو (بالإسبانية: Jesús Fernández Collado)‏ (مواليد 11 يونيو 1988 في مدريد في إسبانيا) هو حارس مرمى كرة قدم إسباني.

## روابط خارجية
- خيسوس فرنانديز كويادو على موقع قاعدة بيانات كرة القدم.إي يو (الإنجليزية)
- خيسوس فرنانديز كويادو على موقع Soccerbase.com (لاعب) (الإنجليزية)
- خيسوس فرنانديز كويادو على موقع Soccerway.com (الإنجليزية)
- خيسوس فرنانديز كويادو على موقع عالم كرة القدم.نت (الإنجليزية)
- خيسوس فرنانديز كويادو على موقع كووورة
- خيسوس فرنانديز كويادو على موقع AS.com (الإسبانية)